# Amandla Stenberg
Amandla Stenberg (* 23. října 1998) je americká herečka. Je nejvíce známá za roli Rue v prvním dílu filmové série Hunger Games (2012), roli Madeline ve filmu Všechno úplně všechno (2017) a roli Starr Carter ve filmu Nenávist, kterou jsi probudil (2018).

## Život a kariéra
V roce 2011 se poprvé objevila v celovečerním filmu, Colombiana, jako mladší verze postavy Zoe Saldanové. Její kariéra ale odstartovala až ve chvíli, kde byla obsazena roku 2012 jako Routa ve filmu Hunger Games. V roce 2014 pak propůjčila svůj hlas postavě Bia ve filmu Rio 2. Vedlejší roli si zahrála v první sérii seriálu Ospalá díra. V létě 2015 hrála hlavní roli Halle Foster v seriálu Mr. Robinson, vysílaném na NBC. Je spolu-autorkou komiksové knihy Niobe: She Is Life, první vydání vyšlo v listopadu 2015. V roce 2016 podepsala smlouvu na hlavní roli Ammy v dramatickém filmu Where Hands Touch. Také získala hlavní roli ve snímku Všechno úplně všechno.
V roce 2013 se začala Amandla věnovat hře na housle a zpěvu, začala také zpívat se skladatelem a zpěvákem Zanderem Hawleyem. Folk rockové duo známé jako Honey Water vydalo své debutové album v srpnu roku 2015. V roce 2018 si zahrála hlavní hrdinku filmu Temné síly. Ve stejném roce se také objevila v dramatickém filmu Nenávist, kterou jsi probudil.

## Osobní život
V roce 2015 byla jmenována Feministkou roku. Identifikuje sama sebe jako nebinární. Předtím, v lednu 2016, oznámila, že je bisexuální. V interview ve Wonderland Magazinu v červnu 2018 uvedla, že je lesba.

## Filmografie

### Film
| Rok  | Název                         | Role           | Poznámky |
| ---- | ----------------------------- | -------------- | --- |
| 2010 | Why Did I get Married Too?    |                | |
| 2011 | Colombiana                    | mladá Cataleya | |
| 2012 | Jak chutná láska              | Taylor         | |
| 2012 | Hunger Games                  | Routa          | vítězství – Teen Choice Awards v kategorii nejlepší chemie (sdíleno s Jennifer Lawrenceovou) nominace – Black Reel Awards v kategorii objev roku nominace – Image Awards v kategorii nejlepší filmová herečka ve vedlejší roli nominace – NAACP Image Awards v kategorii nejlepší filmová herečka ve vedlejší roli |
| 2014 | Rio 2                         | Bia (hlas)     | |
| 2016 | Takoví jsme                   | Sarah          | |
| 2016 | Lemonade                      | samu sebe      | vítězství – BET Awards v kategorii Ocenění pro mladou hvězdu |
| 2017 | Všechno úplně všechno         | Maddy          | nominace – Black Reel Awards v kategorii nejlepší filmová herečka nominace – Image Awards v kategorii nejlepší filmová herečka nominace – NAACP Image Awards v kategorii nejlepší filmová herečka v hlavní roli nominace – Teen Choice Awards v kategorii nejlepší filmová herečka (drama) |
| 2018 | Temné síly                    | Ruby Daly      | |
| 2018 | Nenávist, kterou jsi probudil | Starr Carter   | vítězství – African-American Film Critics Association v kategorii objev roku vítězství – Black Film Critics Circle Awards v kategorii objev roku vítězství – Filmový festival v Savannah v kategorii objev roku vítězství – Hollywood Film Awards v kategorii objev roku vítězství – Image Awards v kategorii nejlepší filmová herečka vítězství – Indiana Film Journalists Association Awards v kategorii nejlepší herečka vítězství – Los Angeles Online Film Critics Society Awards v kategorii objev roku vítězství – Mezinárodní filmový festival v Hamptons v kategorii objev roku nominace – Black Reel Awards v kategorii nejlepší herečka nominace – Critics' Choice Movie Awards v kategorii nejlepší mladá herečka/mladý herec nominace – Los Angeles Online Film Critics Society Awards v kategorii nejlepší herečka (23 let a méně) nominace – MTV Movie & TV Awards v kategorii nejlepší filmový herecký výkon nominace – Music City Film Critics' Association Awards v kategorii nejlepší mladá herečka nominace – Teen Choice Awards v kategorii nejlepší filmová herečka (drama) nominace – Washington D.C. Area Film Critics Association Awards v kategorii nejlepší mladý herec/mladá herečka |
| 2018 | Where Hands Touch             | Leyna          | |
| 2021 | Milý Evane Hansene            | Alana Beck     | |
| 2022 | Bodies Bodies Bodies          | Sophie         | |

### Televize
| Rok           | Název            | Role              | Poznámky                   |
| ------------- | ---------------- | ----------------- | -------------------------- |
| 2012          | Jak chutná láska | Taylor            | TV film                    |
| 2013–2014     | Ospalá díra      | Macey Irving      | 4 díly                     |
| 2015          | Mr. Robinson     | Halle Foster      | 6 dílů                     |
| 2017          | Neo Yokio        | Helenist (hlas)   | díl: „O, the Helenists...“ |
| 2019          | Drunk History    | Elizabeth Eckford | díl: „Trailblazers“        |
| 2020          | Eddy             | Julie             | hlavní role, 8 dílů        |
| bude oznámeno | The Acolyte      | bude oznámeno     | hlavní role                |